# Olešná (Čadca)
Olešná es un municipio del distrito de Čadca en la región de Žilina, Eslovaquia, con una población estimada a final del año 2024 de 1890 habitantes.
Se encuentra ubicado al noroeste de la región, cerca del curso alto del río Váh (cuenca hidrográfica del Danubio) y de la frontera con la República Checa y Polonia.

## Demografía
| Año        | 1994 | 2004    | 2014    | 2024    |
| ---------- | ---- | ------- | ------- | ------- |
| Población  | 2184 | 2047    | 1949    | 1890    |
| Diferencia |      | −6,27 % | −4,78 % | −3,02 % |

| Año        | 2023 | 2024    |
| ---------- | ---- | ------- |
| Población  | 1900 | 1890    |
| Diferencia |      | −0,52 % |